# Katunino (Archangelsk)
Katunino (russisch Катунино) ist eine Siedlung in Nordwestrussland mit 3443 Einwohnern (Stand 14. Oktober 2010). Sie gehört zur Oblast Archangelsk.

## Geografie
Katunino liegt etwa 22 Kilometer südlich der Oblasthauptstadt Archangelsk. Im Westen der Siedlung verläuft der kleine Fluss Lesnaja, welcher aus dem im Süden an Katunino grenzenden gleichnamigen See Lachta entspringt und nach etwa 15 Kilometern in die Nördliche Dwina mündet. Im Südwesten der Siedlung schließt das Dorf Lachta an Katunino an, welches nach dem gleichnamigen das Dorf durchfließende Flüsschen benannt ist. Im Osten von Katunino befindet sich der um 2006 stillgelegte Militärflugplatz Lachta.

## Geschichte
Katunino hieß ursprünglich Lachta und wurde 1967 zu Ehren des sowjetischen Jagdfliegers und Kriegshelden Ilja Borissowitsch Katunin (1908–1944) in Katunino umbenannt. Wegen des nahe gelegenen Flugstützpunktes Lachta trug der Ort zudem zu Zeiten der Sowjetunion den Decknamen Archangelsk-27 (Архангельск-27) und war auf Karten nicht verzeichnet.
Seit 2006 ist Katunino Verwaltungszentrum der Katuninskoje selskoje poselenije (Катунинское сельское поселение), welche 4299 Einwohner besitzt und neben den Siedlungen Katunino und Belomorje (Беломорье), die Dörfer Lachta (Лахта) und Cholm (Холм) beinhaltet.

## Verkehr
Katunino ist über die Buslinien 115 und 125 mit Archangelsk verbunden. Westlich der Siedlung verläuft die russische Fernstraße M8. Weiterhin befindet sich etwa 4 Kilometer nördlich von Katunino der Regional- und Fernbahnhof Issakogorka.